# Фернандо Гонсалес
Фернандо Гонсалес (на испански: Fernando Francisco González Ciuffardi) е чилийски тенисист, роден на 29 юли 1980 г. в Сантяго де Чиле.
Най-доброто му класиране е достигане до финал на Откритото първенство на Австралия през 2007 г., където губи от Роджър Федерер.
Има и два финала от турнирите от сериите Мастърс в Мадрид през 2006 г. и в Рим през 2007 г.
През 2004 г. печели златен олимпийски медал от лятната олимпиада в Атина на двойки заедно с Николас Масу, както и бронзов на сингъл. На летните олимпийски игри в Пекин е сребърен медалист.
Известен е като тенисиста с най-добър форхенд.

## Биография
Фернандо Гонсалес е роден на 29 юли 1980 г. в Сантяго, Чили. Бащата на Гонсалес, Фернандо, е мениджър на фабрика за брашно в Сантяго, а майка му Патриция е домакиня. Настоящата приятелка на Гонсалес е аржентинската тенисистка Гизела Дулко. През 2008 г. е избран за Спортист номер 1 в Чили.

## Кариера

### Ранни години
Седемгодишен, Гонсалес започва да тренира тенис в Club de Leones de La Reina.
По-късно Фернандо става номер едно в ранглистата за юноши. През 1997 г. заедно с Николас Масу печели турнира на двойки за юноши на Откритото първенство на САЩ, а година по-късно и Ролан Гарос за юноши – както на сингъл, така и на двойки с партньор Хосе де Армас. През същата година дебютира за Купа Дейвис в мача срещу Франко Скияри, като претърпява загуба в четири сета.
Гонсалес записва успехи и в трите Фючърс турнира в Чили през 1998 г., достигайки два полуфинала и побеждавайки на финала на третия италианеца Енцо Артони.

### 1999 – 2003
През 1999 г. Гонсалес става професионалист. В началото на годината играе предимно на ниво Фючърс. През същата година Гонсалес (заедно с пакистанеца Кюреши) играе финал на двойки на фючърса в Александруполис, двамата губят от Ивайло Трайков и Милен Велев след два тайбрека.
Първият турнир на АТП, в който участва е във Вашингтон, където побеждава в първия кръг Иван Любичич, но пада от Марк Росе във втория.
През 2000 г. Фернандо печели първия си АТП турнир. Това става през месец май в Орландо, Флорида. На финала играе срещу Николас Масу – това е първият изцяло чилийски финал на турнир на АТП от 1982 година насам.
Следващата година не е особено успешна – Гонсалес играе един финал и два полуфинала на турнири от серията Чалънджър.
2002 е годината, в която Гонсалес прави пробив. Печели две титли от АТП – във Виня дел Мар и Палермо, достига осминафинал на Откритото първенство на Австралия, четвъртфинал на Откритото първенство на САЩ и полуфинал на Синсинати Мастърс. През септември задминава сънародника си Марсело Риос в ранглистата на АТП. В края на годината заема 18-ото място в нея, като година по-рано е 139-и.
Единствиният успех на Гонсалес през 2003 е участието на четвъртфинал на Ролан Гарос.

### 2004 – 2006
През февруари 2004 Гонсалес отново печели турнира във Виня дел Мар. Най-големият успех в кареирата му са двата медала от 28-ите летни олимпийски игри в Атина. В гръцката столица Фернандо и Николас Масу печелят турнира на двойки, надделявайки на финала над германците Николас Кифер и Райнер Шютлер. На единично печели бронзов медал.
Добрите резултати на Гонсалес през 2005 (титли в Окланд, Амерсфоорт и Базел и четвъртфинал на Уимбълдън) му позволяват да вземе участие на Мастърс Къп в края на годината. Първоначално е записан като резерва, но по-късно заема мястото на отказалия се Андре Агаси. Същата година печели и първата си титла на двойки от турнир на АТП – във Валенсия с партньор Мартин Родригес.
През 2006 г. Фернандо не успява да спечели турнир, но въпреки това става третият чилиец след Риос и Масу, влязъл в топ 10 на ранглистата. Гонсалес сменя дългогодишния си треньор Орасио де ла Пеня с Лари Стефанки.

### 2007
През януари Гонсалес играе финал на Откритото първенство на Австралия. Така той става едва петият активен тенисист, достигнал поне веднъж до четвъртфинал на всички турнири от Големия шлем. В края на месеца се изкачва до номер пет в света, само на пет точки от четвъртото място. През май играе и финал на турнира от сериите Мастърс в Рим. Следва спад в играта му и той отпада в първи кръг на много от турнирите в които участва. През септември въпреки слабата си форма успява да спечели турнира в Пекин и се класира на заключителния мастърс в Шанхай. Там той прави едно от най-силните си представяния в кариерата побеждавайки в първия мач в групата световния номер едно Роджър Федерер. Впоследствие обаче Гонсалес губи от Николай Давиденко и Анди Родик и отпада от турнира.

### Класиране в ранглистата в края на годината
| Година | 2000 | 2001 | 2002 | 2003 | 2004 | 2005 | 2006 | 2007 | 2008 | 2009 | 2010 | 2011 |
| Сингъл | 115  | 135  | 18   | 35   | 23   | 11   | 10   | 7    | 15   | 11   | 68   | 297  |
| Двойки | 362  | 649  | 231  | 128  | 66   | 25   | 95   | 102  | 296  | 91   | 154  | -    |

## Кариерна статистика

#### Финали на турнири отГолям шлем(1)
| година | турнир       | съперник       | резултат           |
| ------ | ------------ | -------------- | ------------------ |
| 2007   | ОП Австралия | Роджър Федерер | 6–7(2–7), 4–6, 4–6 |

#### Олимпийски игри (1 сребърен медал)
| година | медал    | турнир          | Настилка | съперник     | резултат           |
| ------ | -------- | --------------- | -------- | ------------ | ------------------ |
| 2008   | Сребърен | Олимпийски игри | твърда   | Рафаел Надал | 3–6, 6–7(2–7), 3–6 |

### ATP финали (11 титли; 22 финала)
|        | П–З   | Година | Турнир                | Клас         | Настилка   | Опонент          | Резултат                 |
| ------ | ----- | ------ | --------------------- | ------------ | ---------- | ---------------- | ------------------------ |
| Победа | 1–0   | 2000   | Ю Ес Клей Чемпиъншипс | Международни | Клей       | Николас Масу     | 6–2, 6–3                 |
| Победа | 2–0   | 2002   | Чили Оупън            | Международни | Клей       | Николас Лапенти  | 6–3, 6–7(5–7), 7–6(7–4)  |
| Победа | 3–0   | 2002   | Сицилия Оупън         | Международни | Клей       | Хосе Акасусо     | 5–7, 6–3, 6–1            |
| Загуба | 3–1   | 2002   | Суис Индорс           | Международни | Килим (з)  | Давид Налбандиян | 4–6, 3–6, 2–6            |
| Загуба | 3–2   | 2003   | Вашингтон Оупън       | Международни | Твърда     | Тим Хенман       | 3–6, 4–6                 |
| Загуба | 3–3   | 2003   | Мозел Оупън           | Международни | Твърда (з) | Арно Клеман      | 3–6, 6–1, 3–6            |
| Победа | 4–3   | 2004   | Чили Оупън            | Международни | Клей       | Густаво Куертен  | 7–5, 6–4                 |
| Загуба | 4–4   | 2004   | Нидерландия Оупън     | Международни | Клей       | Мартин Веркерк   | 6–7(5–7), 6–4, 4–6       |
| Победа | 5–4   | 2005   | Окланд Оупън          | Международни | Твърда     | Оливие Рокюс     | 6–4, 6–2                 |
| Загуба | 5–5   | 2005   | Чили Оупън            | Международни | Клей       | Гастон Гаудио    | 3–6, 4–6                 |
| Победа | 6–5   | 2005   | Нидерландия Оупън     | Международни | Клей       | Агустин Калери   | 7–5, 6–3                 |
| Победа | 7–5   | 2005   | Суис Индорс           | Международни | Килим (з)  | Маркос Багдатис  | 6–7(8–10), 6–3, 7–5, 6–4 |
| Загуба | 7–6   | 2006   | Виена Оупън           | Межд. Голд   | Твърда (з) | Иван Любичич     | 3–6, 4–6, 5–7            |
| Загуба | 7–7   | 2006   | Мадрид Оупън          | Мастърс      | Твърда (з) | Роджър Федерер   | 5–7, 1–6, 0–6            |
| Загуба | 7–8   | 2006   | Суис Индорс           | Международни | Килим (з)  | Роджър Федерер   | 3–6, 2–6, 6–7(3–7)       |
| Загуба | 7–9   | 2007   | ОП Австралия          | Голям шлем   | Твърда     | Роджър Федерер   | 6–7(2–7), 4–6, 4–6       |
| Загуба | 7–10  | 2007   | Италия Оупън          | Мастърс      | Клей       | Рафаел Надал     | 2–6, 2–6                 |
| Победа | 8–10  | 2007   | Чайна Оупън           | Международни | Твърда     | Томи Робредо     | 6–1, 3–6, 6–1            |
| Победа | 9–10  | 2008   | Чили Оупън            | Международни | Клей       | Хуан Монако      | без игра                 |
| Победа | 10–10 | 2008   | Баварски шампионат    | Международни | Клей       | Симоне Болели    | 7–6(7–4), 6–7(4–7), 6–3  |
| Загуба | 10–11 | 2008   | 2008'Пекин            | Олимпиада    | Твърда     | Рафаел Надал     | 3–6, 6–7(2–7), 3–6       |
| Победа | 11–11 | 2009   | Чили Оупън            | 250 серии    | Клей       | Хосе Акасусо     | 6–1, 6–3                 |

### Титли на сингъл във Фючърс
| Година | Турнир     | Категория   | Съперник    | Резултат |
| 1998   | Сантяго F3 | FU $ 10 000 | Енцо Артони | 6–1, 6–2 |

### Финалили на сингъл в Ай Ти Еф
| Година | Турнир     | Категория   | Съперник         | Резултат      |
| 2001   | Монтевидео | CH $ 75 000 | Давид Налбандиан | 2–6, 6–3, 3–6 |

### Двойки

#### Титли на двойки (4)
| Година | Турнир     | Категория   | Партньор        | Съперници                     | Резултат                     |
| 1998   | Сантяго F1 | FU $ 10 000 | Мигел Тобон     | Серхио Кортес Франциско Руис  | 6 – 2 6 – 4                  |
| 2004   | Атина      | OG ITF      | Николас Масу    | Николас Кийфер Райнер Шютлер  | 6–2, 4–6, 3–6, 7–6(9–7), 6–4 |
| 2005   | Валенсия   | $ 375 000   | Мартин Родригес | Лукас Арнолд Кер Мариано Хууд | 6–4, 6–4                     |
| -      | Базел      | $ 975 000   | Аугустин Калери | Стивън Хус Уесли Мууди        | 7–5, 7–5                     |

#### Загубени финали на двойки (3)
| Година | Турнир             | Категория   | Партньор      | Съперници                  | Резултат           |
| 1997   | Концепцион 2       | SAT 4       | Серхио Кортес | Енцо Артони Федерико Браун | 3–6, 5–7           |
| 1999   | Александруполис F4 | FU $ 15 000 | Айсам Кюреши  | Ивайло Трайков Милен Велев | 6–7(7–2), 6–7(7–4) |
| 2005   | Амерсфорт          | $ 355 000   | Николас Масу  | Мартин Гарсия Луис Орна    | 4–6, 4–6           |

### Отборни титли (2)
| Година | Турнир                          | Съотборници                | Съперници                                        | Резултат |
| ------ | ------------------------------- | -------------------------- | ------------------------------------------------ | -------- |
| 2003   | Дюселдорф Световна отборна купа | Николас Масу Марсело Риос  | Ирижи Новак Радек Щепанек                        | 2 – 1    |
| 2004   | Дюселдорф Световна отборна купа | Николас Масу Адриан Гарсия | Лейтън Хюит Марк Филипусис Уейн Артърс Пол Хенли | 2 – 1    |